# 南京国子监
南京国子监是明朝洪武十五年（1382年），奉明太祖朱元璋诏令建成的明代国家教育管理机构和最高学府。
初名国子监，设于直隶京师应天府（今江苏省南京市）鸡笼山侧。永乐十九年（1421年）明成祖迁都北京后改称南京国子监，常代称以“南监”、“南雍”，与“北监”北京国子监并立。南京国子监在永乐年间达到极盛，一度有学生九千余人，是当时世界上规模最大的高等学府，清军占领南京后逐渐衰败。
清军顺治七年（1650年）改南京国子监为江宁府学，咸丰年间毁于太平天国战争。后国子监孔庙改建为武庙。民国时作为考试院、中央研究院。1949年5月10日后作为南京市人民政府、政协南京市委员会办公地址。

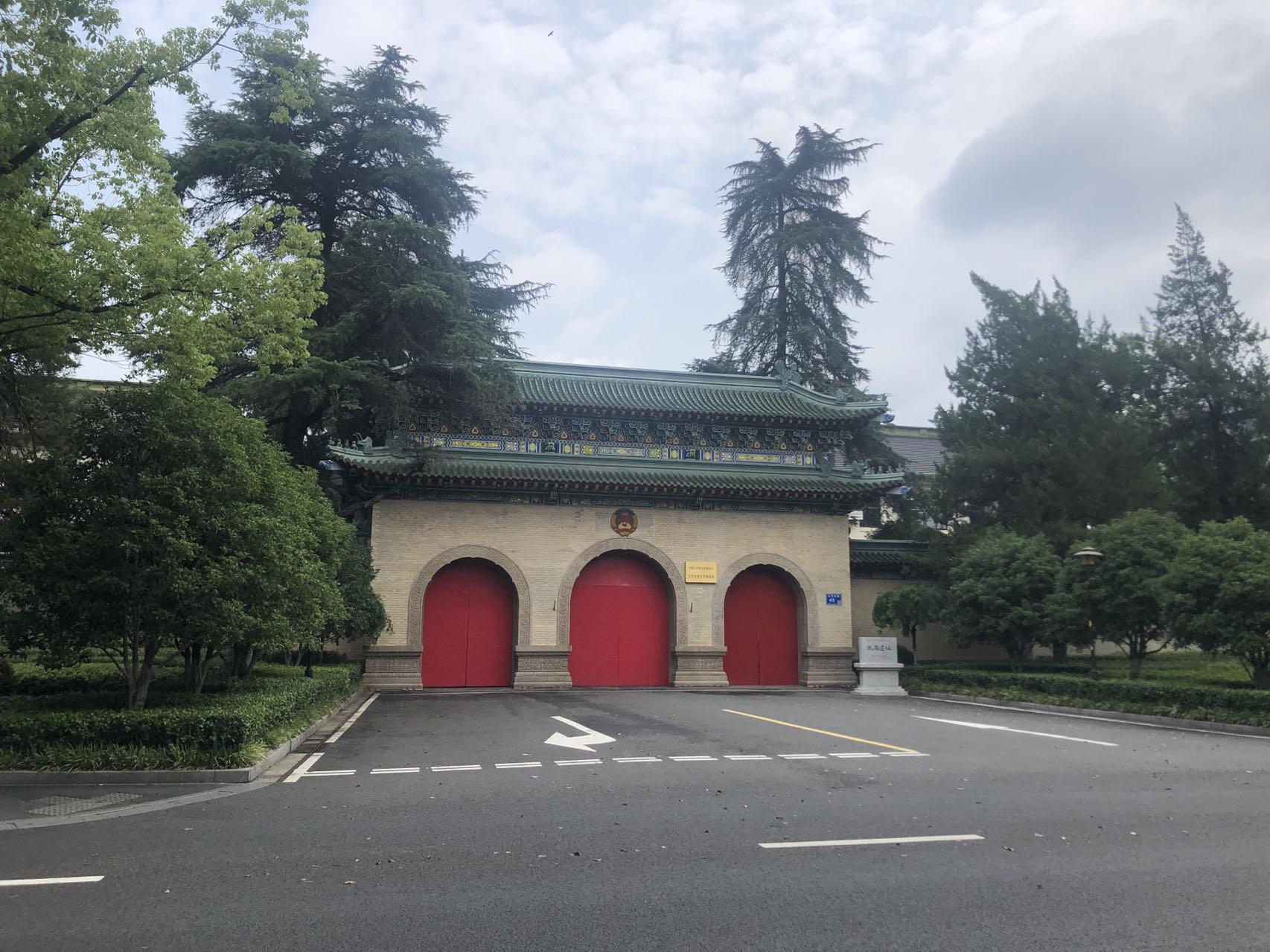
南京武庙

## 前身
吳永安元年（258年）吴景帝孫休詔立五經博士所創國立學校，至晉建武元年（317年）晉元帝司馬睿於南京設太學，曆宋、齊、梁、陳四朝南京太學，南朝宋時設文、史、儒、玄、陰陽五科為史上首所分科高等學府、教育與研究合一大學，歷代曾設校址於秦淮河畔夫子廟、朝天宮、鼓樓崗西麓及欽天山下四牌樓一帶等處；金陵非京師時期由中央太學改作郡學、路學或府學等南京地方學府，1650年明國子監改為清江寧府學。